# Galgaguta
Galgaguta é um município da Hungria, situado no condado de Nógrád. Tem 15,89 km² de área e sua população em 2015 foi estimada em 608 habitantes.